# Bent Viscaal
Bent Viscaal (Almelo, 18 september 1999) is een Nederlands autocoureur.

## Carrière
Viscaal maakte zijn autosportdebuut in het karting in 2010 in het Nederlandse Mini Juniors-kampioenschap. In 2011 werd hij kampioen in de Mini Juniors-klasse van de Euro Wintercup en in 2012 werd hij tweede in het Nederlandse KF3-kampioenschap. Vanaf dat seizoen nam hij ook deel aan buitenlandse races, vooral in Duitsland. In 2014 debuteerde hij in het internationale karting in het Europese KF Junior-kampioenschap. In 2015 werd hij kampioen in het Duitse juniorkampioenschap. In 2016 reed hij zijn laatste seizoen in de karts, waarin hij onder meer zesde werd in de OK-klasse van het Europese kartkampioenschap.
In 2017 maakte Viscaal de overstap naar het formuleracing en debuteerde hij in de Formule 4 in zowel het SMP als het Spaanse Formule 4-kampioenschap voor MP Motorsport. In het SMP-kampioenschap won hij vier races op het Ahvenisto Race Circuit, de Auto24ring en het TT-Circuit Assen (tweemaal) en eindigde zo met 218 punten achter Christian Lundgaard als tweede in de eindstand. In het Spaanse kampioenschap won hij vijf races op het Circuito de Navarra, het Circuit de Barcelona-Catalunya, het Circuit Paul Armagnac (tweemaal) en het Autódromo do Estoril en werd hiermee met 266 eveneens tweede in dit kampioenschap achter Lundgaard.
In 2018 stapte Viscaal over naar de Euroformula Open om zijn Formule 3-debuut te maken voor het team Teo Martín Motorsport. In een seizoen dat werd gedomineerd door Felipe Drugovich won hij een race op Silverstone en eindigde in elf andere races op het podium, waardoor hij achter Drugovich tweede werd met 246 punten. Wel won hij het rookiekampioenschap met veertien zeges, een tweede plaats en een uitvalbeurt in zestien races. Binnen de Euroformula Open werd eveneens het Spaanse Formule 3-kampioenschap georganiseerd, waarin Viscaal met vijf tweede plaatsen ook tweede werd achter Drugovich.
In 2019 stapte Viscaal over naar het nieuwe FIA Formule 3-kampioenschap, waarin hij uitkwam voor het team HWA Racelab. Hij kende een redelijk debuutseizoen, maar wist enkel op het Circuit Paul Ricard tot scoren te komen met een vijfde plaats. Met 10 punten werd hij vijftiende in het kampioenschap. Aan het eind van het jaar reed hij in een raceweekend van de MRF Challenge op het Bahrain International Circuit, waarin hij twee van de vier races won en in een andere race op het podium finishte.
In 2020 bleef Viscaal actief in de FIA Formule 3, maar ditmaal voor MP Motorsport. Op de Hungaroring behaalde hij zijn eerste podiumplaats na een tijdstraf van Logan Sargeant. In de tweede race van dit weekend behaalde hij oorspronkelijk de overwinning, maar na twee tijdstraffen van elk vijf seconden en een late safetycarfase werd hij slechts als zeventiende in de einduitslag opgenomen. Op Silverstone behaalde hij alsnog zijn eerste overwinning na een gevecht in de laatste ronde met Lirim Zendeli. Met 40 punten werd hij dertiende in de eindstand.
In 2021 maakte Viscaal de overstap naar de Formule 2, waarin hij uitkwam voor het team van Trident. Hij behaalde twee podiumplaatsen op het Autodromo Nazionale Monza en het Jeddah Corniche Circuit, maar kwam in de rest van het seizoen slechts tweemaal tot scoren. Met 34 punten werd hij veertiende in het klassement. In 2021 maakte Viscaal ook zijn debuut in gerenommeerde simraces. Zo stond de coureur uit Albergen aan de start van de virtuele 24 uur van Le Mans.